# Terriera cladophila
Terriera cladophila är en svampart som först beskrevs av Joseph-Henri Léveillé, och fick sitt nu gällande namn av B. Erikss. 1970. Terriera cladophila ingår i släktet Terriera och familjen Rhytismataceae.   Inga underarter finns listade i Catalogue of Life.